# Koppenberg (Berg)
Der Koppenberg ist eine 78 m hohe Erhebung in der belgischen Provinz Ostflandern. Auf dem Koppenberg befindet sich unter anderem der Koppenbergbos, ein 29 ha großes geschütztes Waldstück. Der Berg ist darüber hinaus Bestandteil mehrerer Radsportveranstaltungen, wie dem Koppenbergcross und der Flandern-Rundfahrt.
Der Koppenberg war bis 2015 insgesamt 25-mal Bestandteil des Radsportklassikers Flandern-Rundfahrt. Er gilt als einer der anspruchsvollen Anstiege dieses Eintagesrennens. Auf 600 m Strecke müssen 64 Höhenmeter bei durchschnittlich 11,6 % und maximal 22 % Steigung auf Kopfsteinpflaster überwunden werden. Insbesondere bei nassem Wetter ist dieser Hügel auf dem Rennrad nur schwer zu erklimmen. Auch Stürze sind keine Seltenheit. Jesper Skibby wurde 1987 vom Juryauto angefahren und stürzte daraufhin. Nach der Austragung 1987 wurde der Koppenberg aus dem Programm der Flandern-Rundfahrt gestrichen und 2002 wieder in das Programm aufgenommen.  Der Veranstalter der Flandern-Rundfahrt beziffert die Anzahl der Zuschauerplätze am Koppenberg auf 2500.
Anfang November 2006 gaben die Organisatoren des flämischen „Monuments“ bei einer Pressekonferenz bekannt, dass der Koppenberg bei der folgenden Ausgabe am 8. April 2007 nicht gefahren werde. Man wolle ein „Fiasko“ wie beim letzten Mal verhindern. Bei der 90. Flandern-Rundfahrt im Frühjahr 2006 hatten zahlreiche Fahrer am Koppenberg alle Siegchancen eingebüßt. Nur ca. zehn Fahrer konnten den giftig steilen Kopfsteinpflasteranstieg auf dem Rad absolvieren, die anderen mussten zu Fuß gehen, als wie so oft Stürze  die Straße blockierten. Nach Renovierung wurde der Koppenberg ab 2008 wieder befahren.
Die zweite bekannte Radsportveranstaltung am Koppenberg ist der Koppenbergcross. Dieses jährlich am 1. November stattfindende Cyclocrossrennen ist Bestandteil der GvA Trofee (jetzt X²O Badkamers Trofee).